# فترة ما قبل الحصاد
فترة ما قبل الحصاد (بالإنجليزية: Pre-harvest interval)‏ أو PHI هي أقل فترة زمنية يجب تحققها ما بين رش المحصول بالمبيد وبين موعد الحصاد لهذا المحصول لضمان التخلص من آثار المبيد في المحصول (أو وصول تركيز المبيد لتركيز غير ضار بالمستهلك)